# Сары-Арка (кинотеатр, Алма-Ата)
«Сары-Арка» — семизальный кинотеатр (миниплекс) города Алма-Ата, расположенный в 4-м микрорайоне на проспекте Алтынсарина.

## История
Изначально однозальный широкоэкранный кинотеатр высшего разряда в Алма-Ате. Построен в 1966 году. Здание строилось как типовое, количество посадочных мест зрительного зала составляло 820 мест. В кинотеатре «Сары-Арка» транслировались кассовые кинофильмы. Также проводились встречи с ветеранами войны, с деятелями литературы и искусства, актёрами советского кино. В 1982 году кинотеатр посетило 1 137 тыс. зрителей.

## Реконструкции
В начале 2000-х годов была проведена первая реконструкция кинотеатра компанией «Отау Синема». Количество посадочных мест уменьшилось до 553 в целях повышения комфорта для зрителей.
После второй реставрации, проведенной в 2009 году, количество мест в зале уменьшилось до 490, при этом увеличены проходы между рядами и установлены более удобные кресла от итальянского производителя «Lino Sonego». Кинотеатр получил самый большой в Алма-Ате экран для закрытых помещений — 16,2×6,6 метров. Зал кинотеатра был оснащён цифровыми кинопроекторами NEC, 3D-системой «Masterimage Wave», звуковой системой Dolby Digital.
После реконструкции 2014 года, за счёт возведения пристройки к кинотеатру, число залов увеличилось до 5. 1-й зал сохранил прежние 490 мест, 2-й зал получил 223, 3-й зал — 218, 4-й зал — 239, 5-й зал — 242.
Был единственным в городе кинотеатром имеющим самый большой экран и зал. В 2018 году владельцы кинотеатра ликвидировали самый большой зал (490 мест), раздробив его на 3 небольших зала (1-зал—143 места, 6-зал—118 мест, 7-зал—118 мест).